# Кинг, Деметрис
Деметрис Кинг (англ. Demetrice King, род. 21 января 1985, Джэксон, Мичиган, США) — американский боксёр-профессионал, джорнимен, выступавший в тяжёлой весовой категории.

## Биография
Родился 21 января 1985 года в городе Джэксон, штат Мичиган, США. В 2003 году дебютировал на профессиональном ринге. Свой первый бой выиграл нокаутом, второй — проиграл единогласным решением судей.
В качестве джорнимена в 2000-х годах провёл бои со многими известными боксёрами. В числе известных соперников, которым он проигрывал по очкам были Деррик Росси, Кевин Джонсон, Майкл Грант, Дэвид Туа, Тор Хеймер, Чазз Уизерспун. Досрочно проигрывал только дважды: Шэннону Бриггсу (техническим нокаутом во втором раунде) и Фресу Окендо (отказом от продолжения боя).
Также побеждал известных соперников. Так 7 июля 2007 года он нанес неожиданное поражение техническим нокаутом непобеждённому канадскому боксёру, будущему чемпиону мира по версии WBC, Бермейну Стиверну. Деметрис побывал в нокдауне в первом раунде, однако в четвёртом потряс соперника серией точных ударов, после чего рефери остановил бой. 1 августа 2008 года нокаутировал во втором раунде непобеждённого австралийца Боуи Тупоу.